# Václav Boštík
Václav Boštík, né le 6 novembre 1913 à Horní Újezd– mort le 7 mai 2005 à Prague, est un peintre, poète et illustrateur tchèque.